# Мій король
«Мій король» (фр. Mon roi) — французький фільм режисерки Майвенн Ле Беско 2015 року. Головні ролі у стрічці виконали Венсан Кассель та Еммануель Берко, яка отримала приз 68-го Каннського кінофестивалю як найкраща акторка. Фільм було номіновано у 8 категоріях на здобуття кінопремії «Сезар» 2016 року, зокрема за найкращий фільм та за найкращу режисерську роботу. Прем'єра стрічки в Україні відбулася 18 лютого 2016 року.

## Сюжет
Тоні (Еммануель Берко) - жінка, котра проходить курс лікування в реабілітаційному центрі після травми коліна. Вона наново вчиться ходити, і до фізичних страждань додаються тяжкі спогади про минуле життя. Упродовж багатьох років вона намагається позбутися згубного впливу коханця, який руйнує її душу, і від якого у неї є син. Для Тоні починається довгий і важкий процес реабілітації, як фізичної, так і духовної, в якій робота з тілом, можливо, дозволить звільнити дух та навчитися жити без страху.

## У ролях
| Актор(ка)       |   | Роль             |
| --------------- | - | ---------------- |
| Венсан Кассель  | … | Джордіжо         |
| Еммануель Берко | … | Тоні             |
| Луї Гаррель     | … | Солаль           |
| Ізільд Ле Беско | … | Бабетта          |
| Людовік Бертійо | … | зброяр           |
| Каміль Коттен   | … |                  |
| Вінсент Немет   | … | дитячий психіатр |
| Ромен Сондері   | … | шеф-кухар        |
| Летиція Дош     | … | Ліла             |

## Визнання
| Нагороди та номінації фільму Мій король | Нагороди та номінації фільму Мій король | Нагороди та номінації фільму Мій король | Нагороди та номінації фільму Мій король        | Нагороди та номінації фільму Мій король | Нагороди та номінації фільму Мій король |
| Рік                                     | Нагорода                                | Категорія                               | Номінант                                       | Результат                               |                                         |
| --------------------------------------- | --------------------------------------- | --------------------------------------- | ---------------------------------------------- | --------------------------------------- | --------------------------------------- |
| 2015                                    | 68-й Каннський кінофестиваль            | Золота пальмова гілка                   | Мій король                                     | Номінація                               |                                         |
| 2015                                    | 68-й Каннський кінофестиваль            | Найкраща жіноча роль                    | Еммануель Берко (з Руні Мара у фільмі «Керол») | Перемога                                |                                         |
| 2016                                    | Премія «Люм'єр»                         | Найкращий режисер                       | Майвенн                                        | Номінація                               |                                         |
| 2016                                    | Премія «Люм'єр»                         | Найкраща акторка                        | Еммануель Берко                                | Номінація                               |                                         |
| 2016                                    | Премія «Люм'єр»                         | Найкращий кінооператор                  | Клер Матон                                     | Номінація                               |                                         |
| 2016                                    | Премія «Сезар»                          | Найкращий фільм                         | Мій король                                     | Номінація                               |                                         |
| 2016                                    | Премія «Сезар»                          | Найкраща режисерська робота             | Майвенн                                        | Номінація                               |                                         |
| 2016                                    | Премія «Сезар»                          | Найкраща акторка                        | Еммануель Берко                                | Номінація                               |                                         |
| 2016                                    | Премія «Сезар»                          | Найкращий актор                         | Венсан Кассель                                 | Номінація                               |                                         |
| 2016                                    | Премія «Сезар»                          | Найкращий актор другого плану           | Луї Гаррель                                    | Номінація                               |                                         |
| 2016                                    | Премія «Сезар»                          | Найкраща музика до фільму               | Стівен Ворбек                                  | Номінація                               |                                         |
| 2016                                    | Премія «Сезар»                          | Найкращий монтаж                        | Симон Жаке                                     | Номінація                               |                                         |
| 2016                                    | Премія «Сезар»                          | Найкращий звук                          | Ніколя Прово, Аньєс Равез, Еммануель Крозе     | Номінація                               |                                         |